# Isabel Díez de la Lastra Barbadillo
Isabel Díez de la Lastra Barbadillo (Madrid, 23 de febrer de 1944 - Alacant, 8 d'octubre de 2011) fou una política espanyola, diputada per Alacant al Congrés dels Diputats en la VI i VII Legislatures.
Llicenciada en filosofia i lletres a la Universitat Complutense de Madrid, es va casar amb Manuel Montesinos, germà de Juan Antonio Montesinos García i es va establir a Alacant.
El 1977 es va afiliar a Alianza Popular, partit del que en fou presidenta de la secció alacantina entre 1983 i 1987. A les eleccions municipals espanyoles de 1983 fou elegida regidora del partit a l'ajuntament d'Alacant, i en fou tinent d'alcalde, responsable d'urbanisme i portaveu del grup municipal fins a 1996. Aquest any renuncià a la regidoria quan fou escollida diputada per la província d'Alacant a les eleccions generals espanyoles de 1996 i 2000. Ha estat vicepresidenta Primera de la Comissió de Medi ambient (2003-2004) i vicepresidenta Segona de la Comissió Mixta dels Drets de la Dona (2000-2003).